# Valckenier

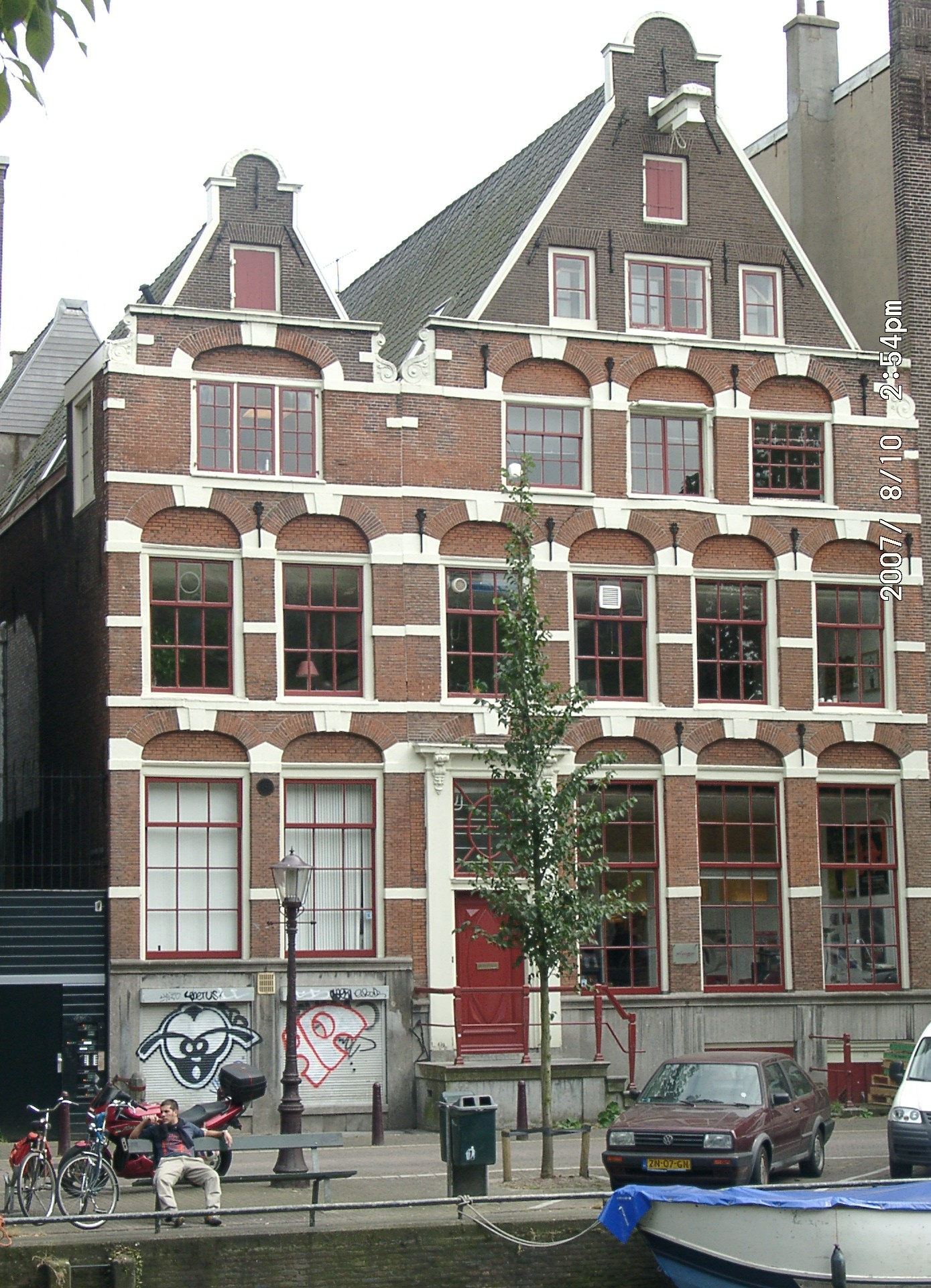
Het huis van meerdere Valckeniers op de Kloveniersburgwal

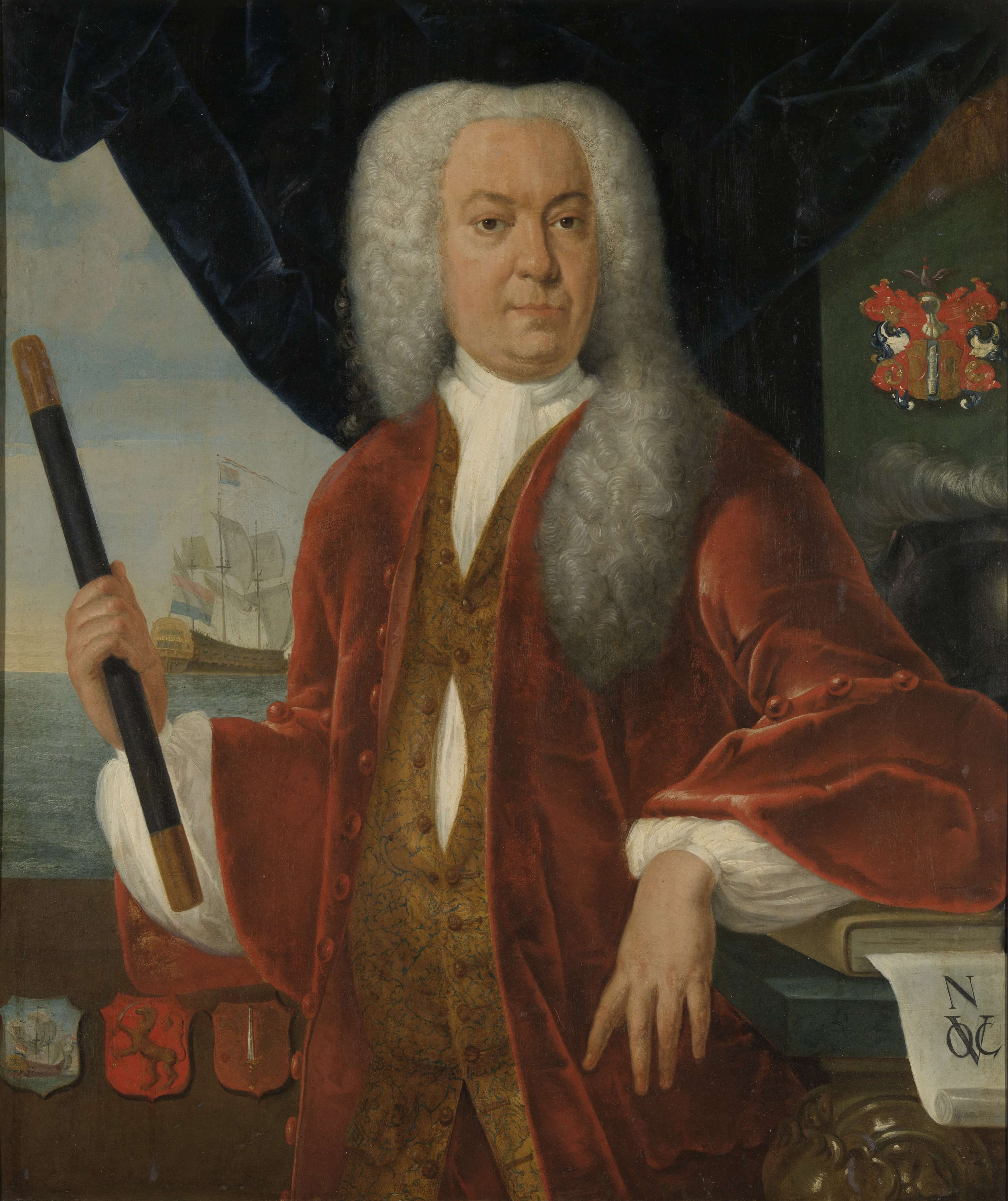
Portret van Adriaen Valckenier bij zijn aanstelling als gouverneur-generaal in Oost-Indië (1737)

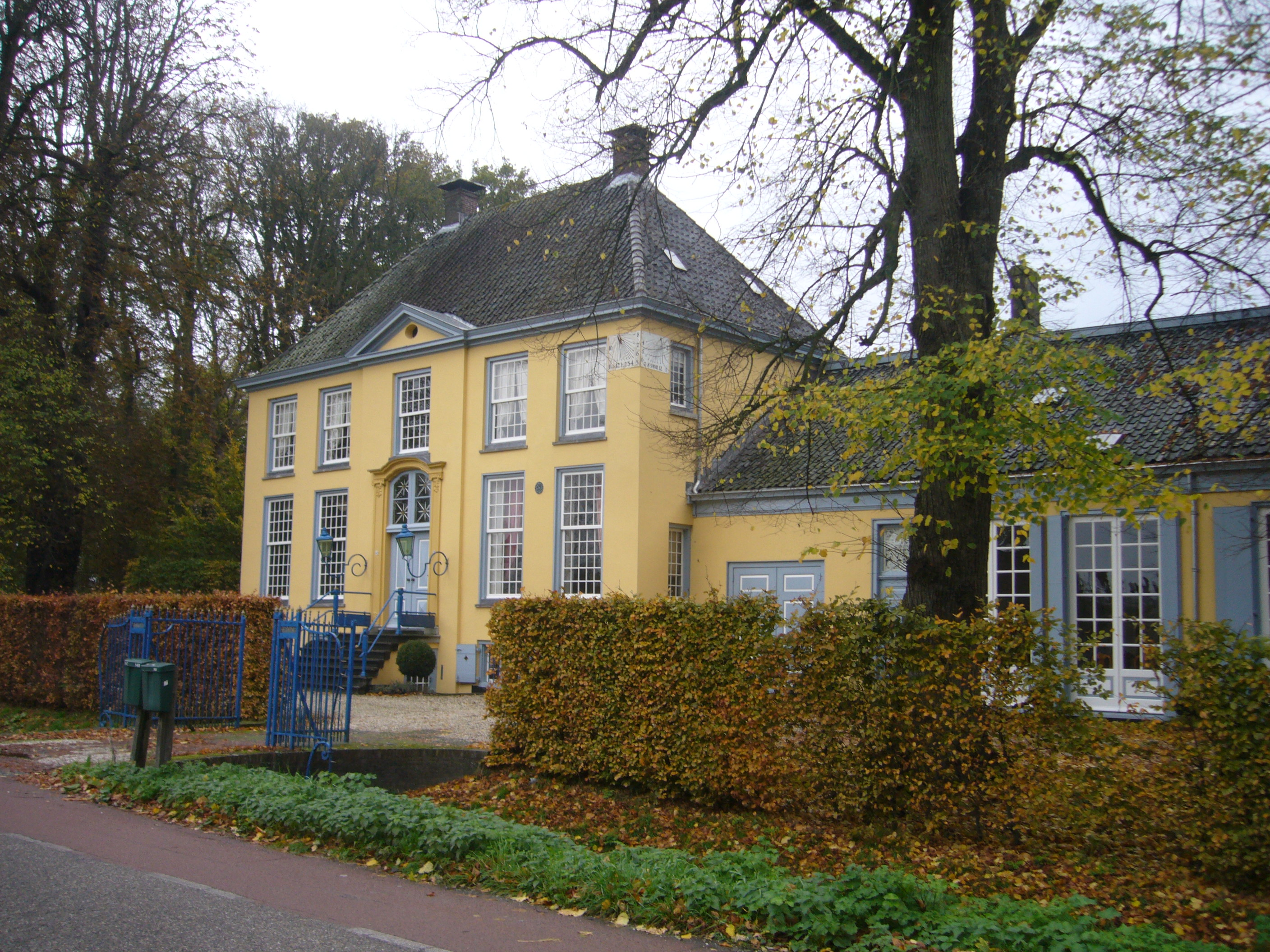
Valkenheining bij Baambrugge

Val(c)kenier(s) (ook Ranst Valckenier) is een Amsterdamse patriciërsgeslacht.
Cornelis Jansz. Valckenier schreef omstreeks 1580 over de oorsprong van zijn familie, dat zijn overgrootvader na een vlucht uit Brabant het beroep van valkenier bij de hertog van Gelre ging uitoefenen. Ook zijn grootvader Jelis oefende deze functie uit. Zijn vader Jan Gillisz. Valckenier (ook Jan Jelisz. Valckenier) vestigde zich als koopman in Amsterdam. Hij was volgens Hans Bontemantel een schipper op Leiden, en de vader van de hierna volgende Adriaan, Wouter, Jan en Jacob Valckenier.
In het midden van de 17de eeuw kregen de leden van het geslacht Valckenier een steeds belangrijkere rol binnen het bestuur van de stad Amsterdam. Door hun relaties met andere Amsterdamse patriciërs won deze familie ook snel aan invloed buiten deze stad, zodat ten tijde van de Gouden Eeuw verschillende Valckeniers belangrijke functies bekleedden binnen de Republiek der Verenigde Nederlanden. Diverse leden van het geslacht, met name Gillis Valckenier, waren prinsgezind. Tot hun politieke tegenstanders behoorden de Amsterdamse regentengeslachten De Graeff en Bicker.

## Enkele telgen
- Wouter Valckenier (1589-1650) was een Amsterdamse burgemeester in 1644, 1647, 1648 en 1650; hij was twee keer getrouwd, in 1619 met Catharina van Drongen en vervolgens met Eva Appelman
  - Gillis Valckenier (1623-1680); burgemeester en regent van Amsterdam, bewindhebber van de Vereenigde Oostindische Compagnie (VOC); hij was in 1648 getrouwd met Jacoba Rans(t) en stond bekend als zeer ruw en was afwisselend prinsgezind- en staatsgezind; hij had acht kinderen: Rebecca trouwde met Pieter Pellicorne, Anna met Jacob Valckenier, Jacoba met Joan Graafland en Clara met Joseph Coymans
    - Wouter Valckenier (1650-1707), trouwde eerst met Maria van Baerle (?) en vervolgens met Anna Maria, de dochter van Louis Trip.[4]
    - Pieter Ranst Valckenier (1661-1704) was bewindhebber van de VOC en schepen van Amsterdam. Hij was getrouwd met Eva Susanna Pellicorne en had tien kinderen.
      - Pieter Valkenier (1691-1738) heer van Asten en Ommel, was een schepen in Amsterdam en eigenaar van Kasteel Asten. Hij trouwde met Bregje van Ghesel. Zijn schoonmoeder was Harmina van de Poll.
      - Adriaan Valckenier, (1695-1751) gouverneur-generaal van Nederlands-Indië zat negen jaar in de gevangenis vanwege de moord op Chinezen. Hij werd ter dood veroordeeld en al zijn bezittingen werden geconfisqueerd. Hij stierf binnen de muren. Zijn zwager Cornelis Hop nam hier te lande zijn zaken waar.
        - Adriaan Isaac Valckenier (1731-1784), schepen van Amsterdam, werd krankzinnig verklaard na een moordpoging op zijn vrouw, en is in 1768 opgesloten in zijn huis in Hillegom; zijn dochter trouwde met Jan van de Poll; zijn zoon Adriaan Danker, ongehuwd, was de laatste mannelijke telg van het geslacht.

  - Sybrant Valckenier, (1634-1665), schepen van Amsterdam; halfbroer van Gillis Valckenier; hij was in 1648 een van de eerste steenleggers van het nieuwe stadhuis op de Dam; trouwde met Agatha Munter
- Jacob Valckenier (1602-1673)  trouwde met Hillegonde Hasselaer
  - Cornelis Valkenier (1640-1700), Amsterdamse burgemeester en vanaf 1683 een van de eerste directeuren van de Sociëteit van Suriname, woonde op de Kloveniersburgwal. Eigenaar Valck en Heining.
    - Jacob Valckenier (Tonkin, 1673-1740), Amsterdamse regent, gedeputeerde ter Staten-Generaal, eigenaar Valck en Heining. Zijn zuster trouwde met Guilliam Pels (1659-1705).
      - Wouter Valckenier (1705-1784), trouwde in 1743 met Elisabeth Hooft, zuster van Hendrik Hooft, Daniëlsz., woonde op de Kloveniersburgwal en eigenaar Valck en Heining.[5] Hij werd in 1748 geremoveerd. Geen kinderen.

  - Wouter Jacobsz. Valckenier (1659-1710) was Raad van Justitie en Raad van Indië, maar keerde in 1700 als admiraal van de retourvloot terug naar Amsterdam; bewindhebber van de VOC; trouwde in 1682 met Cornelia Caulier, en in 1698 met Ida de Hochepied; hij woonde vanaf 1704 op de Kloveniersburgwal 65.

## Overige telgen
Pieter Valckenier (Emmerich, 1638?-1712?), diplomaat in Frankfurt, Regensburg en Zwitserland en geschiedschrijver, behoort niet tot de Amsterdamse tak.